# 로마 왕국
로마 왕국(라틴어: Regnum Romanum 레그눔 로마눔[*])은 왕정 시대의 고대 로마를 일컫는다. 로마는 전통적으로 기원전 753년에 창건되었다고 하며, 창건자 로물루스 이래 왕정은 기원전 509년 공화정이 들어서기까지 이어졌다. 전승에 따르면 로마는 건국 이래 기원전 500년경까지 일곱 명의 왕이 통치했다고 전한다. 처음 네 왕은 라틴인과 사비니인 출신의 로물루스, 누마 폼필리우스, 툴루스 호스틸리우스, 앙쿠스 마르키우스였다. 마지막 세 왕은 에트루리아인으로 타르퀴니우스 프리스쿠스, 세르비우스 툴리우스, 타르퀴니우스 수페르부스였다. 그리하여 이 시기는 종종 일인정 혹은 왕정 시기라 불린다.

## 로마의 건국

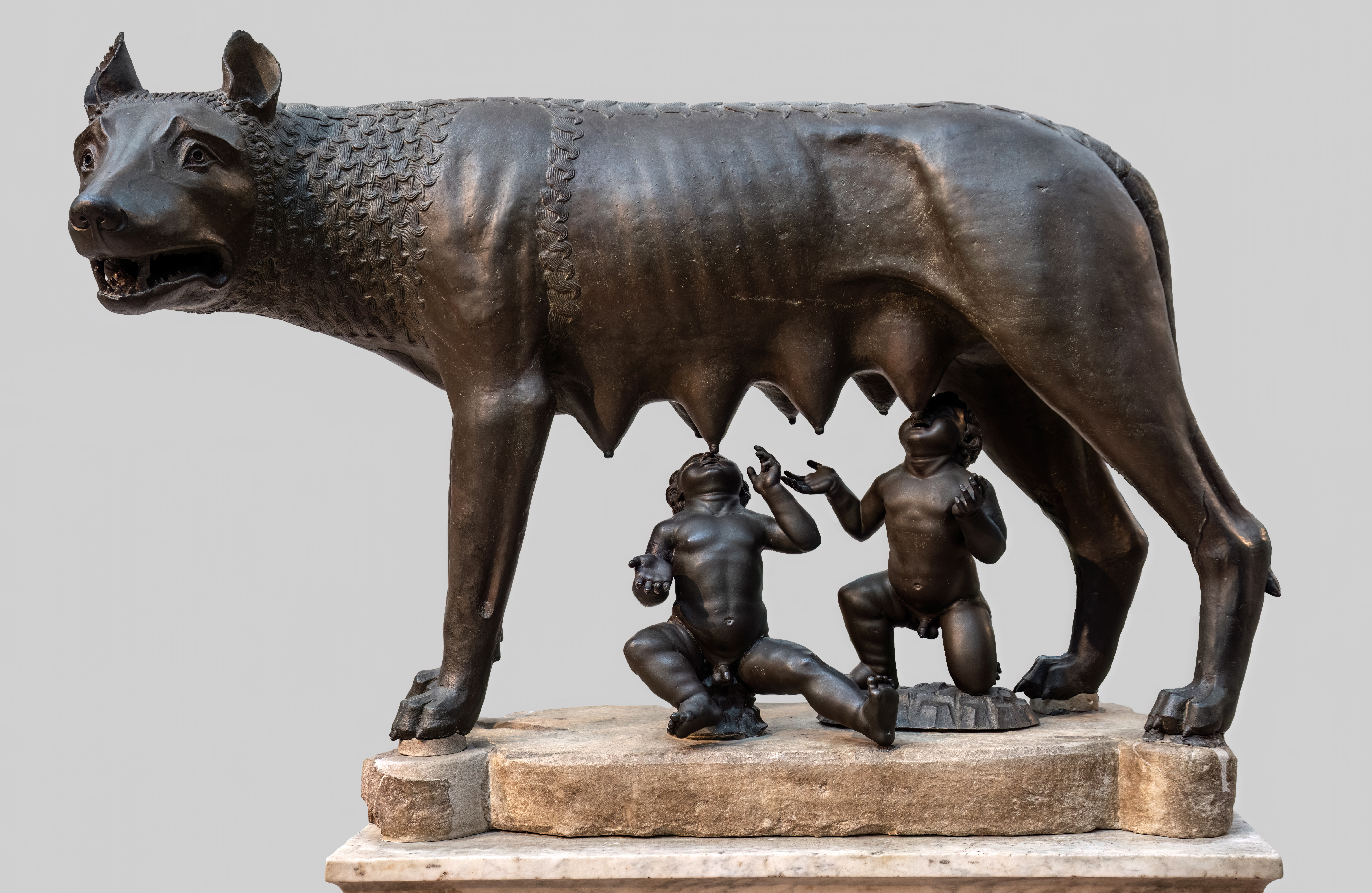
암늑대와 로물루스, 레무스 형제상. 기원전 500년경 에트루리아인의 작품으로, 쌍둥이 아기 상은 르네상스 시기에 붙인 것이다. 이는 로마 기원 설화의 늑대 이야기가 에트루리아에서 유래했을 가능성을 보여주는데, 늑대가 남자 아기에서 젖을 먹이는 모습을 묘사한 기원전 600년경의 에트루리아 부조가 있다.

### 기원 전승
로마의 기원에 대한 표준적인 이야기는 트로이아 전쟁에서 트로이아가 멸망할 때 거기서 피해 수년간 방랑하다 라티움에 정착했다는 트로이아의 영웅 아이네아스(Aeneas)의 이야기에서 시작된다. 그는 그곳의 왕 라비누스를 만났고, 그의 딸 라비니아에게 구애하던 선주민과 전쟁을 벌인 끝에 그녀와 결혼했으며, 새 아내를 기려 라비니움이라는 도시를 건설한다. 이 후 아들 아스카니우스(Ascanius, 혹은 Iulus)는 알바 롱가를 건설했다. 아스카니우스 이후 열두 번째 알바 왕인 프로카에겐 두 아들이 있었는데 이들은 누미토르와 아물리우스였다. 이 둘은 왕위 계승을 놓고 암투를 벌였고 승리한 아물리우스는 누미토르를 감옥에 가두고 그의 딸인 레아 실비아(Rhea silvia, 또는 Ilia)를 독신으로 살아야하는 여사제로 만든다. 하지만 그는 마르스에 의해 잉태되었고 두 쌍둥이 아들 로물루스와 레무스를 낳았다.
이 소식은 아물리우스의 귀에 들어갔고 처녀로써 지내야할 여사제인 레아 실비아의 출산에 그는 분노하여 두 쌍둥이를 티베리스 강에 내버려지게 하였다. 둘은 로마 땅 근처에서 암늑대에 발견되어 젖을 먹여 그들을 키웠다. 그런 뒤 목동 파우스툴루스가 이들을 데려다 키웠다.
이 둘은 목동의 아들로 성장하며 주변 양치기의 리더가 되었고 우연히 왕위 계승에 밀려난 누미토르를 만나 그와 혈연임을 알게 된다. 누미토르의 사주로 이들은 아물리우스를 죽이고 누미토르는 알비롱가의 왕이 된다. 그 뒤 누미토르의 도움으로 이 두 사람은 그들의 무리와 함께 7개의 언덕에 있는 로마에 정착하여 도시를 세운다. 로물루스와 레무스는 각각의 언덕 위에 정착하였으나 로물루스가 레무스와 말다툼을 벌이다가 그를 죽이고 유일한 통치자가 된다. 로물루스의 통치하에 군대를 조직한 신생 도시 로마는 아내감이 부족해지자 사비니인 마을에서 여자들을 약탈하여 자기네 새 도시의 대를 잇게 된다. 이 이야기는 기원전 3세기 말에 시인들과 역사가들이 각각 라틴, 에트루리아, 그리스에서 유래한 여러 다른 이야기들을 독창적으로 잘래내고 짜맞추어 지어낸 것이다.

### 역사상의 창건과 발전
로마 제국은 이탈리아 중부의 티베리스강을 따라 팔라티누스 언덕의 마을에서 시작되었다. 로마는 리비우스가 언급한 것처럼 "도시로 성장할 조건을 두루 갖춘 독특한 터"를 갖추고 있었다. 팔라티누스 언덕과 주변 언덕들은 방어에 유리하며, 주변에는 비옥한 평원이 펼쳐져 있었다. 이탈리아의 한가운데 입지한 덕분에 로마는 교통의 요충지가 될 수 있었으며, 교통로로 유용했던 티베리스강은 로마 쪽 강 한복판에 섬이 있어서 강 위에 수월하게 다리를 놓을 수 있었다. 또 응회암, 온천 침전물, 포석, 화산회 등 좋은 건축 자재가 널려 있었다. 이런 자연 환경은 도시의 발달에 중요한 역할을 했다.
기원전 750년경 여타 라티움의 촌락과 마찬가지로 오늘날 로마 시 터의 여러 언덕에 각자 마을을 이루고 살았는데, 이 원시 정착촌 가운데 팔라티누스 언덕의 마을이 최초의 로마였을 것이다. 로마 기원 전승에서도 알 수 있듯 이들은 주로 목축으로 생계를 꾸려나갔다. 그러나 로마인들 혼자서는 더 넓은 목초지를 얻고, 아펜니노산맥의 여름 방목지로 가는 길을 완전하 장악하지 않고서는 대놓고 목초지를 찾아다닐 수 없었기에, 이들은 사비니 산지 주민 들과 전투를 벌이다가 협정을 맺어 각자 아펜니노의 여름 방목지와 티베리스 강 하류의 겨울 방목지를 함께 이용하게 되었으며, 서로간의 통혼도 할 수 있게 되었다.
기원전 8세기경 지중해 세계에 무역이 발달하면서 라티움 땅으로 에트루리아인과 페니키아인, 그리스인들이 진출하면서 로마의 지리적 입지가 유리해졌으며, 또 로마는 티베리스 강 하류의 염전(鹽田)과 강 상류 지역을 이어주는 중개지가 되었다. 최초의 다리는 기원전 7세기 말에 건설된 수블리키우스 목교(木橋, Pons Sublicius)였는데, 카피톨리누스 성채의 보호를 받는 이 다리는 여러 도로와 이어져 초기 로마 시가 발달하는데 이바지했다.

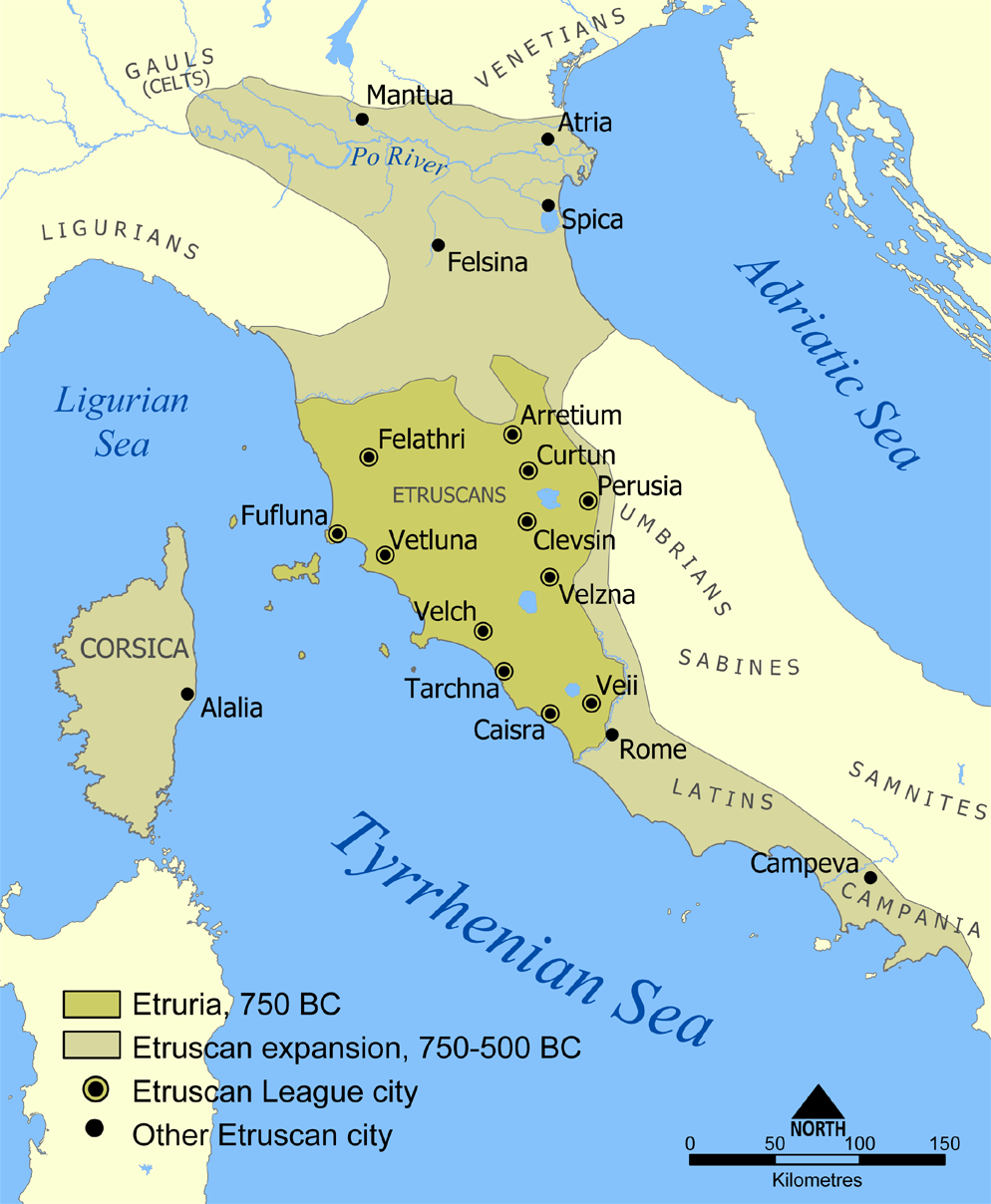
에트루리아 세력의 범위.

라티움에 정착한 (아마 상인들로 보이는) 에트루리아인들은 상업 활동을 통해 이 지역 문화에 혁명적인 변화를 일으켰다. 이들은 이전에 그리스에서 도입한 문자(에트루리아 문자)를 라티움에 보급한 것으로 보이며, 에트루리아 장인들은 금속, 점토, 가죽, 양털 가공 등 여러 기술을 전해주었으며, 이들의 건축 기술을 받아들인 라틴인들은 기존의 산지 촌락들을 성채 도시로 발전시켰다. 이 시기에 로마에서는 당시에는 습지였던 후대의 로마 광장 자리에 기와 지붕을 갖춘 목재 가옥이 들어서 비약적인 발전을 이루게 된다. 곧 에트루리아의 문화, 종교, 신분 구조도 라티움에 전래되었다. 에트루리아의 상인들과 전쟁 제후들, 그리고 아마 몇몇 유복한 라틴인 가문들은 여러 라틴 도시에 귀족정을 수립하여 지배했다. 에트루리아의 지배를 받으면서 토지 개간과 우수한 경작 기술, 다양한 품종의 밀, 포도, 과실수의 개량으로 라티움은 농업이 발달하고 그에 따라 인구도 증가했다.
리비우스나 플루타르코스, 할리카르나소스의 디오니시오스 등 로마 역사에 대한 고대 기록에 따르면, 초기 로마는 7명의 왕이 지배했다고 한다. 바로가 편찬한 연대기에는 243년간을 이들의 재위 기간으로 쓰고 있어, 한 사람당 평균 35년씩 재위한 셈이 된다. 때문에 바르톨트 게오르크 니부어의 저서 이래로 현대 학계에서는 이 기록을 믿지 않는 편이다. 기원전 390년 갈리아인들이 알리아 전투에서 이기고 로마를 점령해 약탈하면서 로마의 모든 역사 기록이 유실되었다. 그리하여 왕정 시대 당대의 기록은 남아있지 않으며, 초기 로마의 왕들에 대한 기록은 상당히 의문의 여지가 있다.

## 사회

### 가족과 씨족
로마 가족의 단위는 파밀리아(familia)로 남편, 아내, 이들의 미혼 자녀를 비롯해 집에 함께 거주하는 노예들을 포괄하는 개념이다. 가족 공동체에서 가부장(paterfamilias)이 가정의 모든 재산에 대한 권한 뿐 아니라, 가솔들에 대한 생살 여탈권까지도 가지고 있었다. 그러나 실제로는 가족 회의를 통해 가정의 중요한 문제를 결정했다. 초기 로마에서는 경제 규모가 그리 크지 않아 대가족이 함께 모여 살 수밖에 없었다. 그러나 경제가 발전하고 인구가 불어나면서 가족 규모도 커져 형제들과 아들들이 분가하여 새로운 가구를 세웠다. 하지만 이들 모두 가부장 아래 한 가족의 일원으로 남았다.
혈연적으로 가까운 가족들이 모여서 상위 집단인 씨족(gens)를 이룬다. 귀족 가문의 씨족들은 유명한 위인 또는 신을 시조로 연결지었다. 가령 율리우스 카이사르가 속했던 율리우스 씨족(gens Iulia)는 그 기원이 아이네아스와 안키세스를 거쳐 베누스 여신으로 연결되었다. 로마 정치에서 씨족은 공적인 지위가 있었던 것은 아니나, 귀족 씨족 사이의 혼맥의 형성을 통해 소수 대가문들이 로마를 이끌게 되었다.

### 종교
종교는 로마의 개인 생활과 정치 생활 모두에 중요한 역할을 했다. 로마의 종교는 현세적이었으며, 노동, 기율, 의무, 용기, 충성과 같은 미덕을 심어주었다. 또 가정종교에서 발전한 로마의 국가 종교는 로마를 단일 사회로 결속시키는 역할을 했다.
로마인들은 이탈리아의 여러 선사 시대 주민들과 중앙 유럽과 발칸 반도의 인도-유럽어권 이민들, 에트루리아와 그리스 식민시 주민들에게서 종교 유산을 물려받았다. 그리하여 로마의 종교는 다양한 요소들을 포함하고 있는데, 가령 토템 숭배, 마술, 금기(taboo), 동력론(dynamism), 물활론, 다신교, 신인동형론 등이 있다. 마술과 금기는 로마 국가 종교에서 금지되긴 했으나 평민들 사이에서는 계속 이어져갔다.

##### 국가 종교
로마는 국가 자체가 본질상 종교 기관이었다. 국가 종교는 가족, 씨족, 부족 같은 모든 유서깊고 규모가 작은 사회내 종교 공동체들을 포괄하고 통합했다. 도시 로마를 에워싼 포메리움(pomerium)은 신성한 영역이었다. 전체 사회를 위해 모든 이에게 공동의 종교 생활을 제공하는 것은 국가의 책임이었다.

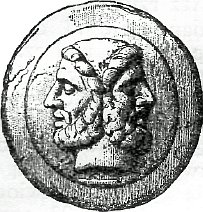
야누스.

야누스와 베스타 숭배는 가장 대중적인 신앙으로 국가 종교에 포함되는 가정 신앙이었다. 집 문의 영(靈)인 야누스는 로마 광장 북동쪽 모퉁이로 난 신성로(via sacra)의 신이 되었다. 이 대문은 전쟁을 하지 않는 평화시에만 닫혀 있었다. 베스타 신전에서는 새해 첫 날인 3월 1일에 불을 다시 붙이는 신성한 불이 항상 타오르도록 베스타 여사제들이 관리했다. 야누스와 베스타 숭배는 국가라는 하나의 큰 가족에 대한 소속감을 촉진했기 때문에 시민들 사이의 진정한 종교 감정을 일으켰다. 또 최고신 유피테르와 군신 마르스 숭배는 로마의 가장 애국적인 제식이었다.
국가 종교를 유지하기 위해서는 상설 조직이 필요했다. 그리하여 국가 종교를 관장하는 사제단(pontifices)이 있었으며, 최고 책임자는 대사제(pontifex maximus)였다. 이들은 종교 제문을 보관하고 종교 의식을 감독하며, 제사 일정 달력을 작성했다.

## 정치

#### 왕

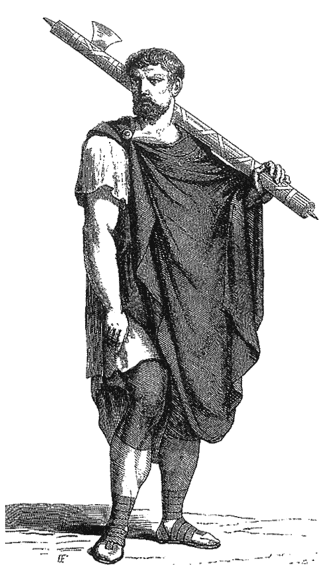
로마의 릭토르.

초기 로마의 지배자는 왕(rex)이었으며, 최고 권력자이자 권위의 상징이기도 했다. 그러나 로마 왕정에서 왕권의 성격과 범위는 논란이 되고 있는데, 왕은 종신토록 재임했지만 세습되거나 민회에서 선출되지 않았다. 그보다는 대귀족 가문의 가부장들이 선출하여 민회에서 확정된 듯하며, 이 과정에서 점을 통한 길흉의 판정이 중요했다.
에트루리아인들이 로마의 왕이 되면서 왕권은 군 통수권, 사법권, 제사권 등을 망라하게 되어 거의 총체적인 국가 수장의 지위가 되었다. 군 통수권자로서 왕은 외교를 관장하며, 선전 포고와 휴전을 결정했다. 또 군대 훈련과 시민 징병, 전시 세금 부과, 전리품 및 (전시 공채를 상환하기 위한)토지 분배도 왕의 권한이었다. 왕은 내정과 법 집행의 책임자로서 입법권과 사법권을 동시에 가졌던 것으로 보이며, 자신의 릭토르(lictor) 들을 통해 법을 집행했다. 그 외에 도시 담당관이 왕 부재시에 대신 국정을 수행하고, 재판관들이 반역이나 공공 범죄를 재판했다.
그러나 초기 로마의 법은 왕의 칙령이나 의회의 결의가 아닌 공동체의 윤리와 관습, 관행에서 발달한 것이다. 당시에는 법이 종교와 분리되지 않아, 왕은 대사제의 권한으로 왕의 법을 공포했다. 종교는 왕권의 기초로서, 국가의 운명은 종교와 맞물려 있었다. 왕은 국가 종교의 수장으로서 국가적인 제사를 집례하고 점괘를 받아 신의 뜻을 판별하며, 사제를 임명하고 감독했다.

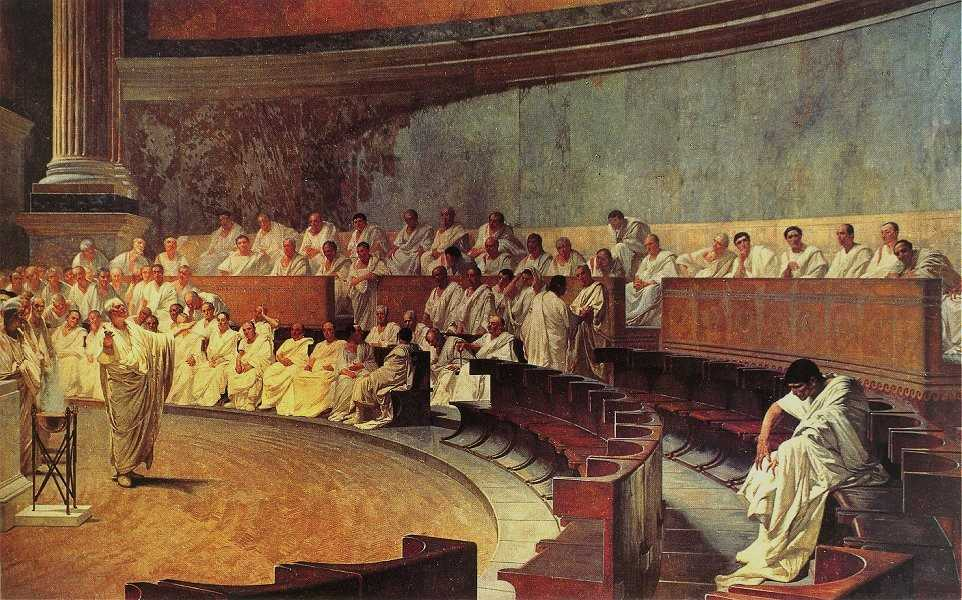
로마의 원로원.

#### 원로원
원로원(Senatus)은 왕에게 조언을 하는 지도급 원로들의 회의체였다. 아마 최초의 원로원은 씨족 지도자들의 회의체였던 듯하며, 훗날 그 중 한 명이 왕이 되었다. 왕은 자신의 권한이 증대되면서 순수한 자문 회의로 격하시켰다. 씨족(gens)들이 훨씬 더 많은 수의 유력한 가문으로 분산됨에 따라 왕은 원로원 의원 수를 늘렸다.
이들은 입법권이 없었고 왕이 자문할 때에나 조언을 할 수 있었다. 또 왕이 조언을 언제나 받아들인 것은 아니다. 그러나 왕이 원로원의 조언을 습관적으로 무시하고 거부하는 행위는 유력 가문들의 증오를 살 위험이 있었다. 그리하여 마지막 왕 타르퀴니우스 수페르부스처럼 심지어 왕위에서 축출되기도 했던 것이다. 원로원은 입법에 앞서 민회의 결의안을 재가하는 권한(auctoritas patrum)을 가졌다.

#### 민회

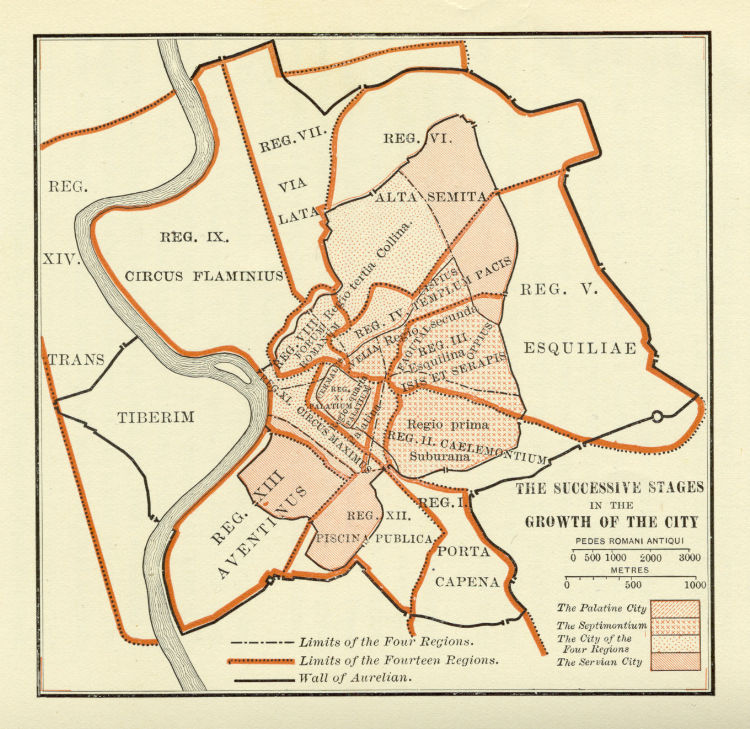
왕정 시대 도성 로마의 확장.

로마의 민회는 여러 가지가 있었는데, 왕정 시대에 최초로 창설된 로마의 민회는 쿠리아회(comitia curiata)였다. 그 기원은 모호하며 로마 공동체의 통일 역사 만큼이나 오래된 듯하다. 쿠리아회는 무기를 들 수 있는 모든 시민들로 구성되었다. 이 민회는 왕이 어떤 사업에 대해 재가를 받기 위해 소집할 때에만 모였다. 전하는 바에 따르면 애당초 로마인들은 세 개의 트리부스(tribus, 부족) 즉 람네스(Ramnes), 티티에스(Tities), 루케레스(Luceres)로 구성되었고, 각 부족은 다시 열 개의 쿠리아(curia)로 조직되었다고 한다. 쿠리아회에서 투표는 단위별로 치러졌고 각 쿠리아는 하나의 투표권을 가졌으며 각 투표권은 쿠리아 구성원들의 다수결로 결정했다.
왕정 시대에 쿠리아회의 역할은 소극적이었던 듯하다. 초기 사회에는 입법 행위가 드물었고 왕이 민회를 소집할 때는 인민들이 의견을 개진하는 것이 아니라, 아니라 왕의 결정을 듣게 하기 위해서였다. 쿠리아회는 그 밖에도 유언과 양자 입양에 대해 비록 인준은 아니지만 증인이 되었고, 사법과 관련된 그 밖의 문제들을 다루었다.

#### 군대와 켄투리아회
기원전 7세기 말 전에 로마에는 무장한 군대가 조직적인 전투를 벌이는 일이 없었다. 마치 일리아스의 용사들처럼 씨족 족장들이 전차를 타고 전장으로 나가 적군과 개별적으로 전투를 벌였다. 그러나 기원전 6세기 에트루리아 왕들이 재위한 시대에 로마의 경제와 사회가 발달되고, 씨족의 정치적ㆍ군사적 가치가 퇴색하고 로마라는 단일 도시 국가의 위상이 부상하면서 군대 역시 발전했다. 새로운 군대는 시민군으로 구성된 중무장 보병으로 그리스의 밀집보병대(phalanx)와 비슷했다.
전승에 따르면 기원전 6세기 중엽 세르비우스 툴리우스 왕은 지역에 따라 새롭게 트리부스를 지정하여, 조세와 징병을 위한 인구 조사의 단위로 삼았다고 한다. 군사 장비는 국가가 지급하는 것이 아니라, 개인이 각자 능력에 따라 갖추어야 했으므로, 재산 평가를 통해 시민들은 다섯 개의 등급(classis)로 구분되었다. 각 계층은 백인대(centuria, 百人隊)라는 하위 부대로 구분되었다. 가장 값비싼 장비를 갖춘 상위 등급인 기병과 중무장 보병이 군대에서 큰 비중을 차지하여, 더 많은 백인대로 구성되었으며, 하위 계급인 경무장 보조병, 척후병 등은 더 적은 수의 백인대에 할당되었다.
초기의 이 군제 개혁이 로마의 군대와 정치에 끼친 영향은 확실하지 않다. 그러나 기원전 5세기 중엽에 이르면 백인대로 조직된 새로운 민회인 켄투리아회(comitia centuriata)가 확고히 수립된다. 이후 켄투리아회는 쿠리아회를 대체하는 민회로 기능하게 된다.

## 로마 왕국의 몰락
왕국이 몰락하여 공화국으로 이행하는 과정은 로마사 연구의 주요 쟁점이다. 고대 전승에서는 마지막 왕 타르퀴니우스 수페르부스가 전제적인 통치를 일삼고, 그의 아들이 다른 남자의 정숙한 아내 루크레티아를 겁탈하여, 수치심에 루크레티아가 자결하자 폭력 혁명이 일어나 로마 왕국이 무너지고, 로마 공화국이 수립되었다고 전한다.
그러나 고대 전승에는 개연성이 없는 내용이 많아 그대로 믿기 어렵다. 학자들은 몇 차례에 걸친 군사적 패배로 사회ㆍ경제ㆍ정치적 쇠퇴 때문에 왕정이 몰락했으리라 본다. 당시 에트루리아 세력이 위축되었고, 사비니인 등 산지 부족들이 라티움을 침공한 사건도 이와 관련이 있다.

## 같이 보기
- 고대 로마
- 로마 공화국